# Kurzia trichoclados

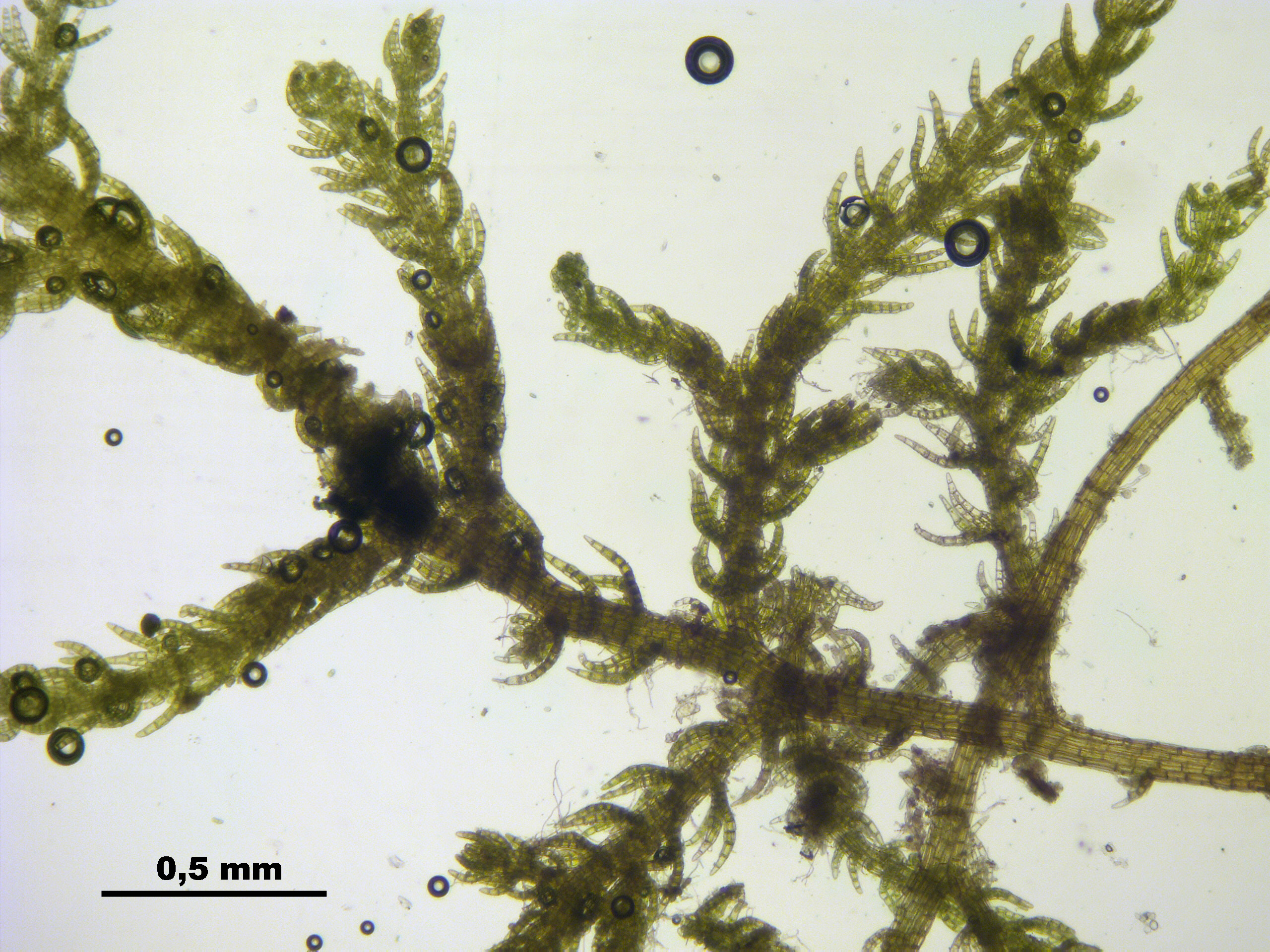
Detailansicht

Kurzia trichoclados ist eine Lebermoos-Art aus der Familie Lepidoziaceae. Deutsche Namen sind Haarfeines Kurzmoos, Haarfeines Kleinschuppenzweigmoos, Humus-Spinnlebermoos.

## Merkmale
Kurzia trichoclados bildet grüne bis gelbbraune, niedrige, dichte und öfters ausgedehnte Rasen mit aromatischem Geruch. Die niederliegenden bis aufsteigenden Pflanzen sind bis 4 Zentimeter lang, nur etwa 0,2 Millimeter breit und ein- bis zweifach gefiedert. Häufig sind stolonenartige Triebe vorhanden; die Äste laufen oft in hellen, langen, blattlosen Flagellen aus. Die quer gestellten Blätter sind fast bis zum Grund in drei bis fünf lanzettliche Lappen geteilt, diese sind am Grund zwei bis vier Zellen breit, die Spitzen sind einzellreihig. Unterblätter sind ähnlich den Flankenblättern. Die Blattzellen sind rechteckig bis quadratisch.
Die Geschlechterverteilung ist diözisch. Die männlichen Gametangienstände befinden sich an kurzen ventralen Ästen. Die drei bis sieben Paare Hüllblätter sind dicht gestellt und in zwei bis fünf schmale, stark einwärts gebogene Lappen geteilt. Die Lappen sind etwa doppelt so lang wie der ungeteilte Abschnitt und nur am Grund gezähnt. Auch die weiblichen Gametangien sitzen an ventralen Ästen. Die inneren weiblichen Hüllblätter sind an der Spitze kurz zweiteilig und weisen nur etwa im oberen Fünftel wenige Zähne oder kurze Zilien auf, die ein oder zwei Zellen lang sind. Das Perianth ist zylindrisch, langgestreckt, zwei bis drei Millimeter lang und 0,5 Millimeter breit, nach oben allmählich verengt, die Mündung ist durch vorspringende Zellen gezähnt. Sporogone sind selten. Eine vegetative Ausbreitung erfolgt durch Bulbillen, die am Stämmchen gebildet werden, diese sind eiförmig bis kurz zylindrisch und etwa 100 bis 500 Mikrometer lang.

## Standortansprüche
Die Art wächst auf saurem Substrat an schattigen, feuchten, nordseitigen, kühlen, luftfeuchten und oft auch lange schneebedeckten Standorten in Gebirgsregionen auf Humus über Silikatgestein (bei entsprechend dicken Humusauflagen auch über Kalk) oder auf Rohhumus. Die Wuchsorte sind oft in felsigen Steilhängen oder in Blockhalden. Selten werden morsches Holz oder offener Torf besiedelt.

## Verbreitung
Bekannte Vorkommen der subozeanisch-montan verbreiteten Art gibt es in Europa und in British Columbia (West-Kanada). In Europa befinden sich diese in den westlichen, nordwestlichen und zentralen Teilen und sind weitgehend auf kalkarme Gebirgsregionen beschränkt.
In Deutschland wurde die Art neben den Alpen, wo sie auch in größeren Beständen vorkommt, hauptsächlich im Schwarzwald beobachtet; aus anderen Mittelgebirgen gibt es weniger Nachweise. In Österreich gibt es in den Zentralalpen in Höhen von etwa 1000 bis 2400 Metern zerstreute Vorkommen, in den anderen Alpenteilen sind sie selten oder fehlen.